# Dicranophorus liepolti
Dicranophorus liepolti är en hjuldjursart som beskrevs av Donner 1964. Dicranophorus liepolti ingår i släktet Dicranophorus och familjen Dicranophoridae. Inga underarter finns listade i Catalogue of Life.